# GHS izjave o merama predostrožnosti
Izjave o merama predostrožnosti čine deo Globalno harmonizovanog sistema klasifikacije i obeležavanja hemikalija (GHS). One su namenjene da formiraju skup standardizovanih fraze koje daju savete o pravilnom rukovanju hemijskim supstancama i smešama, koje se mogu prevesti na različite jezike. Kao takve, one služe istoj svrsi kao i dobro poznate S-fraze, koje treba da zamene.
Izjave o merama predostrožnosti su jedan od ključnih elemenata za označavanje kontejnera prema GHS-u, zajedno sa:
- identifikacija proizvoda;
- jedan ili više piktograma opasnosti (gde je potrebno)
- signalna reč – bilo Opasnost ili Upozorenje – gde je potrebno
- izjave o opasnosti, koje ukazuju na prirodu i stepen rizika koji predstavlja proizvod
- identitet dobavljača (koji može biti proizvođač ili uvoznik)

Svaka izjava o merama predostrožnosti je označena šifrom, koja počinje slovom P, a zatim slede tri cifre. Izjave koje odgovaraju srodnim opasnostima grupisane su zajedno po kodnom broju, tako da numerisanje nije uzastopno. Kod se koristi u referentne svrhe, na primer za pomoć pri prevodima, ali to je stvarna fraza koja treba da se pojavi na etiketama i bezbednosnim listovima. Neke fraze predostrožnosti su kombinacije, označene znakom plus „+”. U nekoliko slučajeva postoji izbor reči, na primer „Izbegavajte udisanje prašine/dima/gasa/magle/pare/spreja”: dobavljač ili regulatorna agencija treba da izaberu odgovarajući tekst za dotični proizvod.

## Literatura
- Globally Harmonized System of Classification and Labelling of Chemicals (Second revised изд.), New York and Geneva: United Nations, 2007, ISBN 978-92-1-116957-7, ST/SG/AC.10/30/Rev.2("GHS Rev.2")
- „Regulation (EC) No 1272/2008 of the European Parliament and of the Council of 16 December 2008 on classification, labelling and packaging of substances and mixtures, amending and repealing Directives 67/548/EEC and 1999/45/EC, and amending Regulation (EC) No 1907/2006”, OJCE (L353): 1—1355, 2008-12-31(the "CLP Regulation")

## Spoljašnje veze
- Chemical Hazard & Precautionary Phrases in 23 European Languages, machine-readable and versioned